# Gazella psolea
Gazella psolea là một loài linh dương tiền sử trong chi Gazella thuộc phân họ Antilopinae. Chúng khác biệt với một cái mũi độc đáo dài bất thường so với các loài linh dương Gazelle khác. 

## Đặc điểm
Gazella psolea chúng là một loài tiền sử bất thường của những con linh dương đã sống ở châu Phi và Ả Rập; nó chỉ được biết đến từ các hóa thạch của nó. Nó làm tăng sự phân chi Deprezia do hình thái hộp sọ độc đáo của nó, nó đã có một hàng răng cửa dài, và vùng mũi là riêng biệt, với xương mũi ngắn và mở một lỗ mũi rất lớn. Do đó, dường như đã có thể hít thở không khí lạnh và khô (một thích ứng tương tự như được tìm thấy trong các loài linh dương Saiga).
Hiện nay, tính năng độc đáo riêng biệt này đã tiến hóa như thế nào vẫn còn khá bí ẩn chưa có lời giải. Có lẽ nó đã di cư theo mùa với những ngọn núi cao Atlas, nơi một sự thích ứng như vậy sẽ rất ích lợi cho sự sinh tồn của chúng vì ở đây không khí rất lạnh và khô. Các loài này sống trong kỷ Pliocene muộn (khoảng 2,5 mya); những di tích còn lại của nó đã được tìm thấy tại Ahl al Oughlam gần Casablanca, Maroc.